# لانتانا قراصية الشكل
لانتانا قراصية الشكل (الاسم العلمي: Lantana urticiformis) هي نوع نباتي يتبع جنس اللانتانا من فصيلة اللويزية.